# Пале (Босна и Херцеговина)
Вижте пояснителната страница за други значения на Пале.
Пале (на сръбски: Пале) е град в ентитет Република Сръбска, Босна и Херцеговина. Административен център на община Пале. Населението на града през 2013 година е 13 883 души. По време на гражданската война е столица на Република Сръбска.

## История
В недалечното минало Пале е бил предградие на Сараево, което по време на войната в Босна и Херцеговина е превърнато от босненските сърби в град и тяхна столица.

## Физико-географска характеристика
Пале се намира на 820 метра надморска височина, на 20 километра източно от Сараево и все още се смята за твърдина на крайните сръбски националисти в Босна. Градът разполага с изключителни ски писти, които са използвани през Зимните олимпийски игри през 1984 г.

## Население
Населението на града през 2006 година е около 6900 души. Преди гражданската война, през 1991 година населението му е било: 6797 души, от тях:
- 4915 – сърби
- 1438 – бошняци
- 271 – югославяни
- 88 – хървати
- 85 – други народности

## Побратимени градове
- Смедерево, Сърбия